# Libéraux pour Åland
Les Libéraux pour Åland (en suédois : Liberalerna på Åland) est un parti politique libéral ålandais, fondé en 1978.
Les Premiers ministres (« landtråd ») Sune Eriksson (1988-1991), Viveka Eriksson (2007-2011) et Katrin Sjögren (2015-2019), sont issus de ses rangs. Les libéraux ont également occupé le siège du représentant d'Åland au Parlement finlandais de 1995 à 2003.

## Histoire électorale
| Année   | 1979 | 1983 | 1987 | 1991 | 1995 | 1999 | 2003 | 2007 | 2011 | 2015 | 2019 |
| ------- | ---- | ---- | ---- | ---- | ---- | ---- | ---- | ---- | ---- | ---- | ---- |
| Députés | 9    | 9    | 8    | 7    | 8    | 9    | 7    | 10   | 6    | 7    | 6    |